# Kanton Camiri
Der Kanton Camiri ist ein Bezirk im Departamento Santa Cruz im südamerikanischen Anden-Staat Bolivien.

## Lage im Nahraum
Der Kanton (bolivianisch: Cantón) Camiri ist einer von zwei Kantonen des Landkreises (bolivianisch: Municipio) Camiri in der Provinz Cordillera.
Der Kanton Camiri grenzt im Norden an den Kanton Choreti, ebenfalls im Municipio Camiri gelegen; im Nordwesten an das Municipio Lagunillas; im Südwesten an das Departamento Chuquisaca; im Süden an das Municipio Cuevo; und im Osten an das Municipio Charagua.
Der Kanton erstreckt sich zwischen etwa 20° 01' und 20° 12' südlicher Breite und 63° 25' und 63° 40' westlicher Länge, er misst von Norden nach Süden 25 Kilometer, und von Westen nach Osten ebenfalls 25 Kilometer. Im nordwestlichen Teil des Kantons liegt der zentrale Ort des Kantons, Camiri, mit 28.855 Einwohnern (Volkszählung 2012).

## Geographie
Der Kanton Camiri liegt am Westrand des bolivianischen Tieflands zwischen den Vorgebirgsketten der südöstlichen Cordillera Central. Das Klima ist subtropisch und semihumid, die Temperaturen schwanken im Tagesverlauf und im Jahresverlauf nur begrenzt.
Die Jahresdurchschnittstemperatur beträgt etwa 23 °C, mit monatlichen Durchschnittstemperaturen zwischen 17 °C im Juni und über 26 °C im November und Dezember (siehe Klimadiagramm Camiri). Der Jahresniederschlag beträgt knapp 900 mm, der Trockenzeit von Mai bis Oktober steht eine ausgeprägte Feuchtezeit von November bis April gegenüber, in der die durchschnittlichen Höchstwerte 170 bis 180 mm monatlich erreichen.

## Bevölkerung
Die Einwohnerzahl in dem Kanton hat sich zwischen den beiden letzten Volkszählungen nur unwesentlich verändert:
- 1992: 28.940 Einwohner (Volkszählung)[2]
- 2001: 27.251 Einwohner (Volkszählung)[3]
- 2010: Die offizielle Fortschreibung der Einwohnerzahl im Municipio Camiri geht auch für das erste Jahrzehnt des 21. Jahrhunderts von einer geringfügig gesunkenen Bevölkerungszahl aus.

## Gliederung
Der Kanton Camiri gliedert sich in folgende fünf Unter- oder Subkantone (bolivianisch: vicecantones):
- Vicecantón Camiri – 1 Gemeinde – 26.505 Einwohner (2001)
- Vicecantón Comunidad Guirarapo – 2 Gemeinden – 253 Einwohner
- Vicecantón Comunidad Imbochi – 1 Gemeinde – 216 Einwohner
- Vicecantón Comunidad Yuti – 1 Gemeinde – 91 Einwohner
- Vicecantón Comunidad Alto Camiri – 2 Gemeinden – 186 Einwohner